# Jurica Jerković
Jurica "Jure" Jerković (25 de febrer de 1950 - 3 de juny de 2019) va ser un futbolista croat de la dècada de 1970.
Fou 43 cops internacional amb la selecció iugoslava. Pel que fa a clubs, defensà els colors de Hajduk Split, FC Zurich i FC Lugano.

## Palmarès
HNK Hajduk Split|Hajduk Split
- Lliga iugoslava de futbol (3): 1971, 1974, 1975
- Copa iugoslava de futbol (5): 1972, 1973, 1974, 1976, 1977

FC Zürich
- Lliga suïssa de futbol (1): 1981
- Copa de la Lliga suïssa de futbol (1): 1981